# Sojus MS-20
Sojus MS-20 ist ein Flug eines russischen Sojus-Raumschiffs zur Internationalen Raumstation (ISS). Im Gegensatz zu früheren Sojus-Flügen zur ISS transportierte Sojus MS-20 weder Expeditionsmitglieder noch dient es als Rettungsschiff für solche, sondern führte nur eine kurzzeitige weltraumtouristische Mission durch, mit zwei Touristen und mit einem Kosmonauten als Raumschiffkommandant. Die beiden Weltraumtouristen wurden – wie auch alle sieben früheren ISS-Touristen – von dem Unternehmen Space Adventures vermittelt.

## Besatzung und Passagiere
Der Kosmonaut Alexander Missurkin, ein Veteran von zwei Langzeitmissionen zur Internationalen Raumstation, befehligte das Raumschiff. Lange Zeit wurde spekuliert, dass die österreichische Airline-Pilotin Johanna Maislinger einen der beiden übrigen Sitze in dem Raumschiff einnehmen würde. Space Adventures gab jedoch im Mai 2021 bekannt, dass der japanische Kunstsammler Yusaku Maezawa beide Plätze erworben hatte, einen für sich und einen für seinen Produktionsassistenten Yozo Hirano. Es war das erste Mal, dass zwei japanische Raumfahrer gemeinsam starteten.
| Position   | Besatzung                                       |
| ---------- | ----------------------------------------------- |
| Kommandant | Alexander Missurkin, Roskosmos dritter Raumflug |
| Passagier  | Yusaku Maezawa erster Raumflug                  |
| Passagier  | Yozo Hirano erster Raumflug                     |

### Ersatzmannschaft
| Position   | Besatzung                     |
| ---------- | ----------------------------- |
| Kommandant | Alexander Skworzow, Roskosmos |
| Passagier  | Shun Ogiso erster Raumflug    |

## Besonderheiten
Sojus MS-20 war der erste Flug eines ISS-Touristen seit dem Start des Kanadiers Guy Laliberté an Bord von Sojus TMA-16 im September 2009.
Sojus MS-20 war der zweite rein touristische Orbitalflug nach der Mission Inspiration4 vom September 2021. Frühere ISS-Touristen nutzten entweder einen „Taxi“-Flug, bei dem Sojus-Rettungsschiffe auf der ISS ausgetauscht wurden, was einen Aufenthalt von etwa einer Woche ermöglichte, oder ihr Flug fand während der Übergabeperioden zwischen Besatzungen statt, bei denen der Weltraumtourist mit einer ankommenden Langzeitbesatzung startete und mit der zur Erde fliegenden Langzeitbesatzung zurückflog. Der erste US-amerikanische Touristenflug zur ISS – die Mission Ax-1 – startete im April 2022.